# Uroczysko „Sodowa Góra”
Uroczysko „Sodowa Góra” (dawniej „Sasanka”) – powierzchniowy pomnik przyrody, znajdujący się w północnej części miasta Jaworzna, na południowo-wschodnim skłonie dolomitowego zbocza Sodowa Góra. Został utworzony w 1981 roku w celu ochrony stanowiska sasanki otwartej (Pulsatilla patens) i dziewięćsiła bezłodygowego (Carlina acaulis L.); zajmuje powierzchnię 13,56 ha. W latach 1990. odnotowano stopniowy ubytek liczebności populacji sasanki, zaś od 1998 roku nie zaobserwowano już żadnych pędów; mimo to ochrona obszaru trwa.